# Francis Emanuel Shober

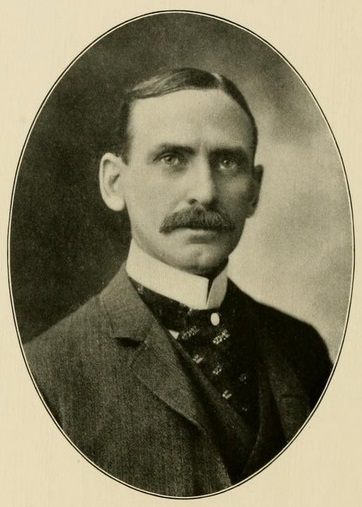
Francis Emanuel Shober

Francis Emanuel Shober (* 24. Oktober 1860 in Salisbury, North Carolina; † 7. Oktober 1919 in New York City) war ein US-amerikanischer Politiker. Zwischen 1903 und 1905 vertrat er den Bundesstaat New York im US-Repräsentantenhaus. Der Kongressabgeordnete Francis Edwin Shober war sein Vater.

## Werdegang
Francis Emanuel Shober wurde ungefähr sechs Monate vor dem Ausbruch des Bürgerkrieges in Salisbury geboren. Er wurde von Privatlehrern unterrichtete und graduierte 1880 am St. Stephen’s College in Annandale. Er ging im Dutchess County ministerieller und Bildungsarbeit nach. Dann arbeitete er als Reporter für die News-Press von Poughkeepsie. Zwischen 1880 und 1891 war er Pastor an der St. John’s Episcopal Church in Barrytown. Er gab den Rockaway Journal in Far Rockaway heraus. Dann saß er in der Redaktion (editorial staff) der New York World. Politisch gehörte er der Demokratischen Partei an.
Bei den Kongresswahlen des Jahres 1902 für den 58. Kongress wurde Shober im 17. Wahlbezirk von New York in das US-Repräsentantenhaus in Washington, D.C. gewählt, wo er am 4. März 1903 die Nachfolge von Arthur S. Tompkins antrat. Im 1904 erlitt er bei seiner Wiederwahlkandidatur eine Niederlage und schied nach dem 3. März 1905 aus dem Kongress aus.
Er arbeitete in den Jahren 1907 und 1908 als Deputy Tax Appraiser in New York. Danach war er wieder im Zeitungsgeschäft tätig. Er gab bis zu seinem Tod am 7. Oktober 1919 in New York City den New York American heraus. Sein Leichnam wurde dann auf dem Worcester Cemetery in Danbury im Fairfield County beigesetzt.